# International Shooting Sport Federation
International Shooting Sport Federation (ISSF) bildades den 17 juli 1907, och är det internationella idrottsförbundet för sportskytte. Huvudkontoret finns i München. Förbundet hette ursprungligen Union International de Tir (UIT), och kallades på engelska tidigare även för International Shooting Union (ISU), innan namnändringen kom 1998 under kongressen i Barcelona.

## Ordföranden
- Pierre François Daniel Merillon, 1907–1925
- Jean Carnot, 1927–1947
- Erik Carlsson, 1947–1960
- Kurt Hasler, 1960–1976
- George Andrew Vichos, 1976–1980
- Olegario Vázquez Raña, 1980–2018
- Vladimir Lisin, 2018–2022
- Luciano Rossi, 2022–

## Medlemmar
- Argentina
- Amerikanska Jungfruöarna
- Aruba
- Barbados
- Bolivia
- Brasilien
- Caymanöarna
- Chile
- Colombia
- Costa Rica
- Dominikanska republiken
- Ecuador
- El Salvador
- Guatemala
- Guyana
- Honduras
- Jamaica
- Kanada
- Kuba
- Mexiko
- Nicaragua
- Panama
- Paraguay
- Peru
- Puerto Rico
- Surinam
- Trinidad och Tobago
- Uruguay
- USA
- Venezuela

### Fotnoter
1. ↑  ”Luciano Rossi ousts Vladimir Lisin to head Olympic shooting body” (på engelska). ESPN. 1 december 2022. https://www.espn.com/olympics/shooting/story/_/id/35154500/luciano-rossi-ousts-vladimir-lisin-head-olympic-shooting-body. Läst 27 oktober 2023.
2. ↑  ”The ISSF History” (på engelska). International Shooting Sport Federation. http://www.issf-sports.org/theissf/history.ashx. Läst 8 november 2015.